# Aristolochia californica
Aristolochia californica Torr. – gatunek rośliny z rodziny kokornakowatych (Aristolochiaceae Juss.). Występuje naturalnie w Stanach Zjednoczonych, w północnej części stanu Kalifornia.

## Morfologia
PokrójPnącze o zdrewniałych i brązowych gałązkach. Młode pędy są owłosione. Dorasta do 5 m wysokości.
LiścieMają owalny lub nerkowaty kształt. Mają 4–12 cm długości oraz 3–10 cm szerokości. Nasada liścia ma sercowaty kształt. Z zaokrąglonym lub tępym wierzchołkiem. Ogonek liściowy jest owłosiony i ma długość 1–2,5 cm.
KwiatySą pojedyncze i zwisające. Mają brązowo-purpurową barwę. Dorastają do 30 mm długości i 10–17 mm średnicy.
OwoceTorebki o jajowatym lub cylindrycznym kształcie. Mają 5–6 cm długości i 1–3 cm szerokości.

## Biologia i ekologia
Rośnie w zaroślach lub suchych lasach. Występuje na wysokości do 700 m n.p.m.